# 丸一観光

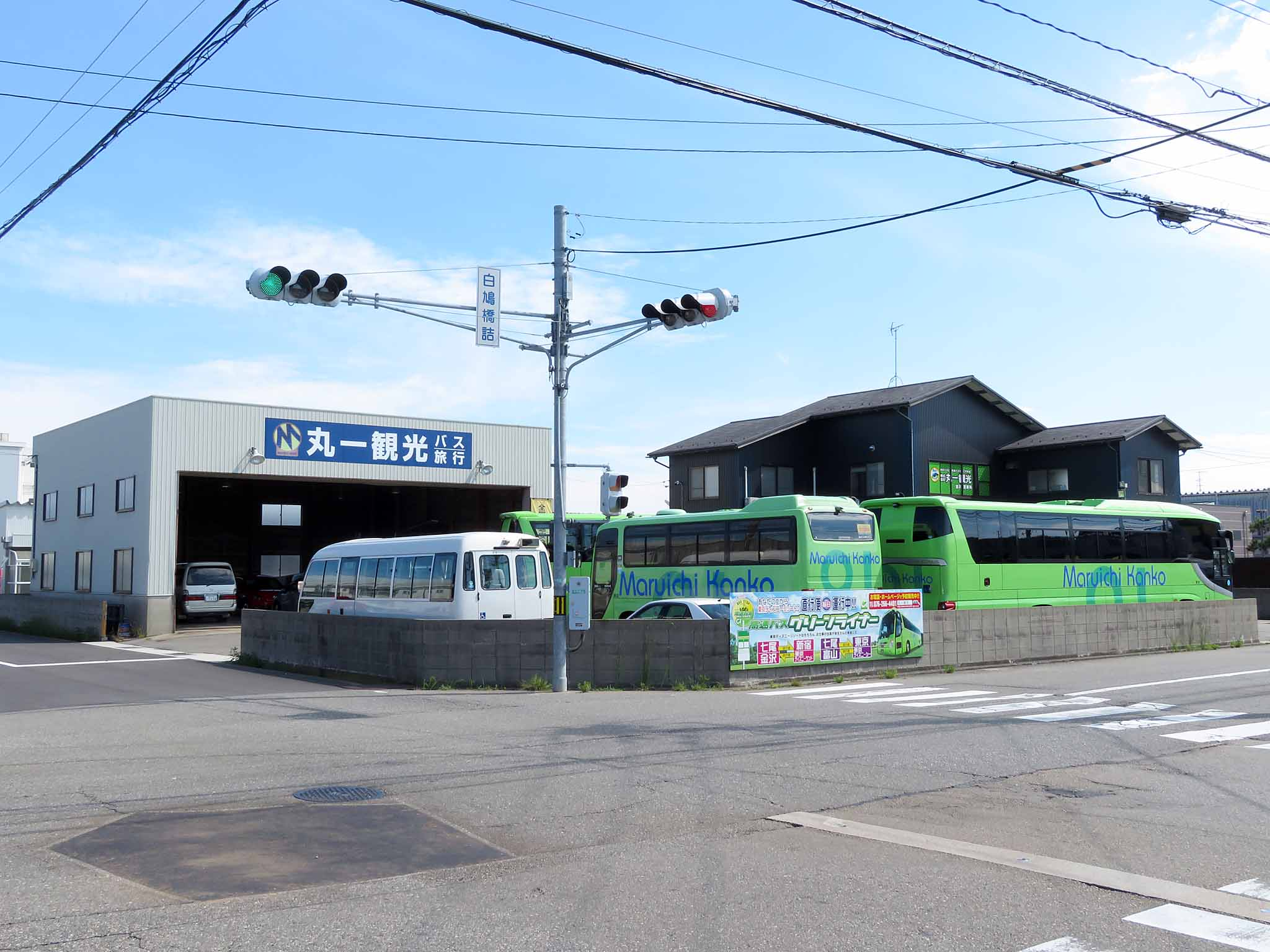
金沢営業所

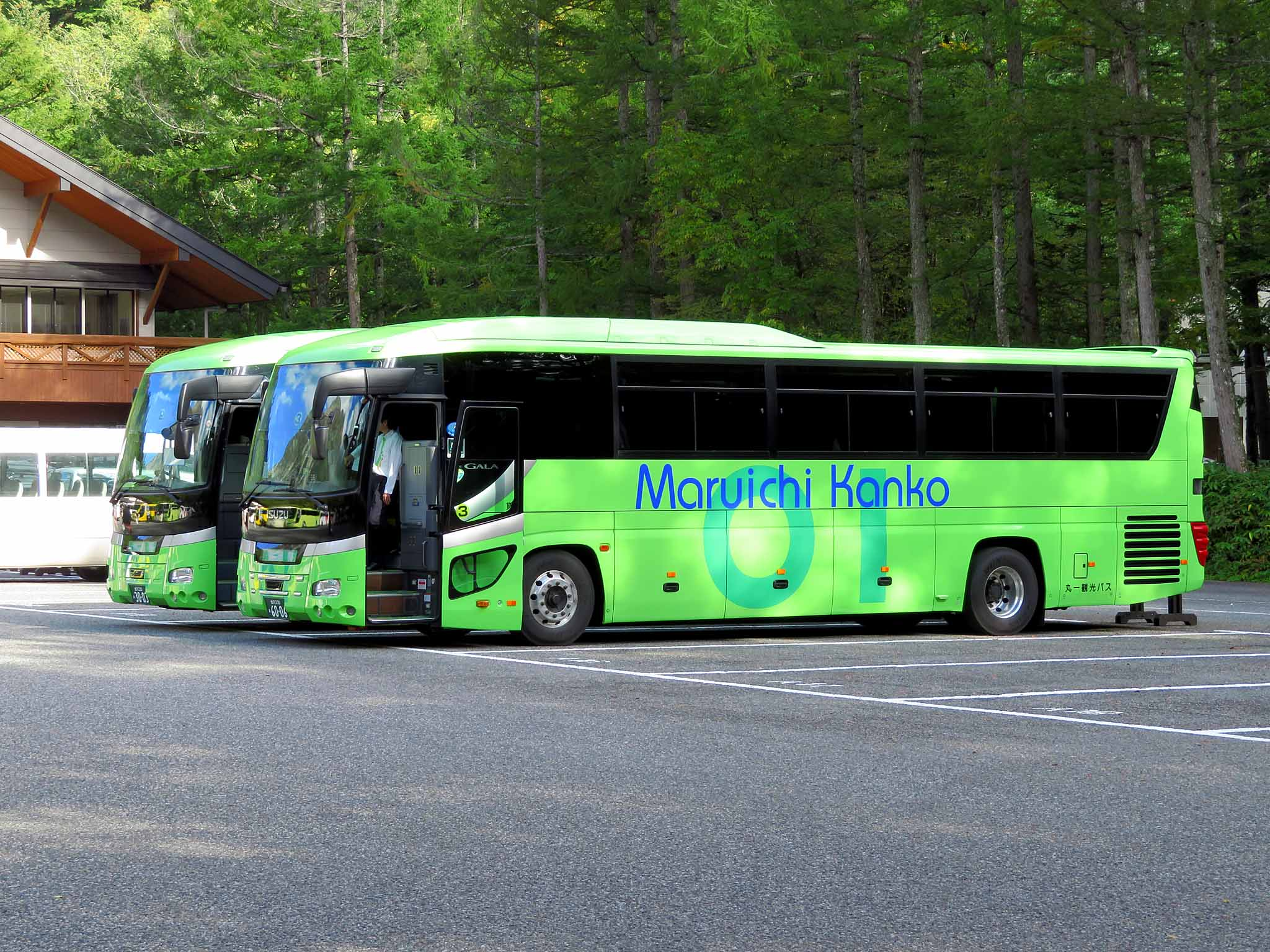
貸切バス（いすゞ・ガーラHD）

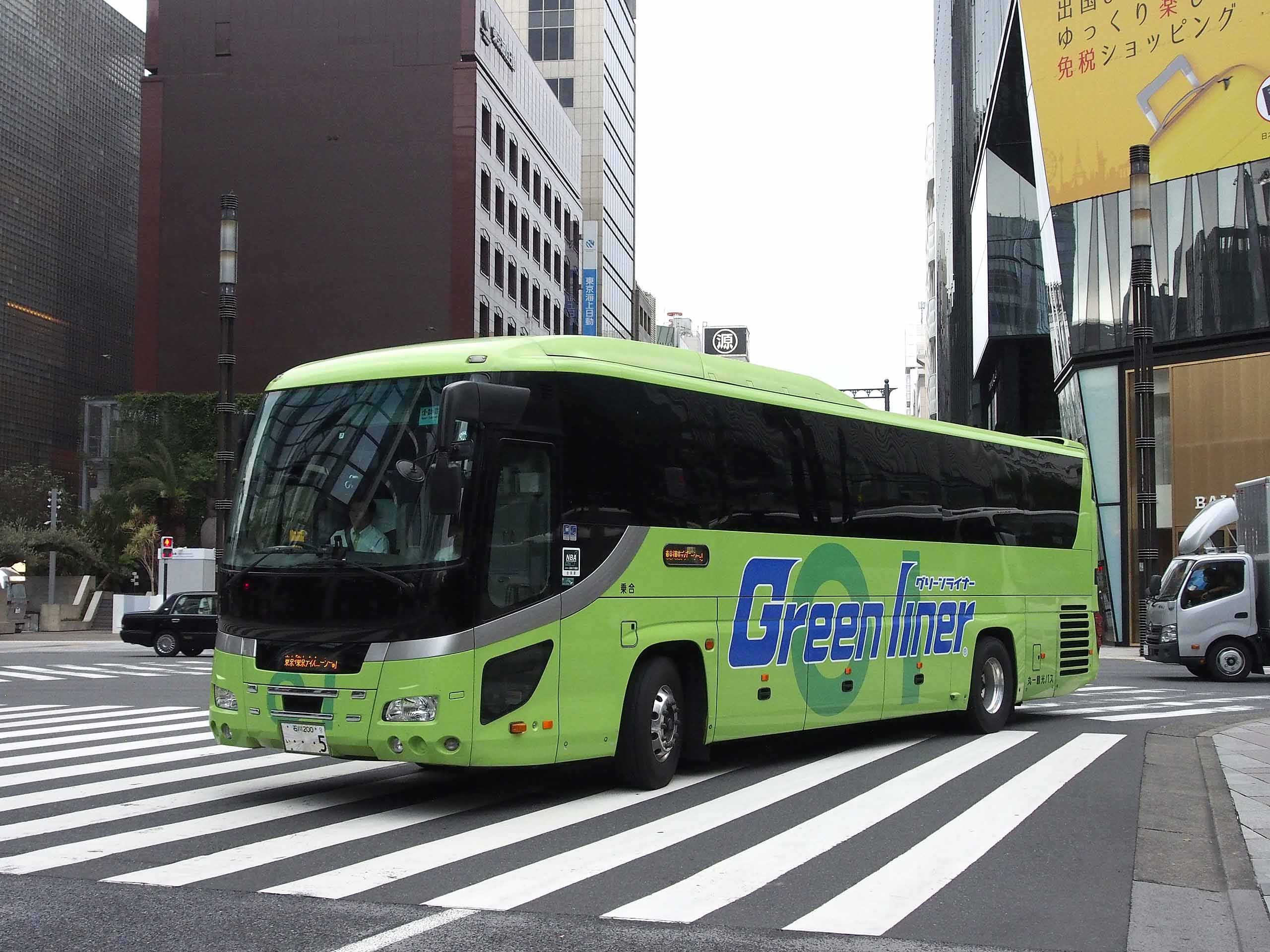
高速バス「01グリーンライナー」（いすゞ・ガーラHD）

株式会社丸一観光（まるいちかんこう）は、石川県七尾市に本社を置く日本のバス事業者。

## 沿革
- 1974年5月 - 有限会社丸一として設立。
- 1983年8月 - 一般貸切旅客運送事業認可。
- 1998年6月 - 七尾市より、市内循環バス「まりん号」の受託運行を開始。
- 2000年4月 - 貸切バス業界の規制緩和にあわせ、大型バスを導入。
- 2002年12月 - 丸一の旅行部門として、「有限会社キタカントラベル」を設立。
- 2003年3月 - 金城運輸株式会社のバス事業を継承。金沢営業所を設立する。
- 2006年3月 - 七尾営業所開設。
- 2006年11月 - バス事業と旅行事業を統合し、社名を「株式会社丸一観光」に改称する。
- 2008年12月 - 高速ツアーバス「01グリーンライナー」の試験運行開始。
- 2009年2月 - 七尾-東京間で高速ツアーバス01グリーンライナーの運行を開始する。同月、WILLER EXPRESSの高速ツアーバスの受託運行を開始する。
- 2013年7月31日 - 「新高速バス制度」施行に伴い、グリーンライナーを乗合移行する。
- 2022年7月 - WILLER EXPRESSと業務提携を開始。グリーンライナーをWILLER EXPRESS北陸便に統合。

## 営業所
- 七尾営業所 ‐ 石川県七尾市矢田町2-1
- 金沢営業所 ‐ 石川県金沢市無量寺町ホ120

## 高速乗合バス
2022年7月より、自社運行路線「グリーンライナー」を統合する形でWILLER EXPRESS東京〜北陸便の運行に参入した。

### WILLER EXPRESS
- 東京ディズニーシー・東京駅（鍛冶橋） -  富山駅北口・高岡駅南口・金沢駅西口
  - 運行担当:金沢営業所

- 東京ディズニーランド・バスタ新宿 -  高岡砺波SIC・金沢駅西口・羽咋駅・和倉温泉駅・七尾駅・丸一観光七尾営業所
  - 運行担当:七尾営業所

### グリーンライナー
以下の2系統が運行されていた。
- 丸一観光七尾営業所 - 七尾駅 - 和倉温泉駅 - 羽咋駅 - 宇野気駅 - 津幡駅前 - 金沢駅西口 - 高岡砺波スマートインターチェンジ - 新宿駅南口・バスタ新宿 - 東京ディズニーランド

- 丸一観光七尾営業所 - 七尾駅 - 和倉温泉駅 - 氷見 - 高岡駅南口 - 小杉駅南口 - 富山駅北口  - 東京駅鍛冶橋駐車場 - 東京ディズニーシー
  - 3列・4列コンビシート装備の車両で運行された。

## 車両
- 日野自動車、三菱ふそうトラック・バス、いすゞ自動車、現代自動車製の車両を保有する。